# Hakenspieß
Der Hakenspieß ist ein Spieß mit einer länglichen Klinge, die auf einer Seite einen großen, stark nach hinten geschwungenen Klingenhaken hat. Dieser dient dazu, den Gegner zu erfassen, näherzuziehen, zu verletzen, aus dem Gleichgewicht zu bringen oder umzureißen. Außerdem dient der Haken zum Niederziehen von Schilden, um den Gegner zu behindern und ihm seine Deckung zu nehmen.
Der Hakenspieß war nur eine Zwischenentwicklung, die im 14. Jahrhundert entstand und etwa ab dem 16. Jahrhundert durch die Glefe abgelöst wurde.